# محرك البحث الأكاديمي
محرك البحث الأكاديمي، (ISSN 1097-0886, LCCN sn97001287) عبارة عن خدمة فهرسة شهرية، تم تأسيسه لأول مرة بواسطة شركة نت لايبراري عام 1997 في ايبسويتش في ولاية ماساتشوستس، بالتركيز أكاديمياً على الجامعات العالمية وعلم الاجتماع وعلوم التربية وعلم النفس وغيرها من المواضيع، وتتضمن أشكال النشر عدة منها الصحف الأكاديمية والمجلات، الصحف العادية، والأقراص المدمجة.

## انجازات محرك البحث
محرك البحث الأكاديمي الكامل تم تأسيسه بشكل مبدأي عام 2007 كمحرك بحث رائد، يوفر خدمة تلخيص وفهرسة متاحة عبر الإنترنت، يتضمن عدد 8500 نصوص كاملة دورية بما فيهم 7300 صحيفة التي يتمكن من هم بنفس المستوى العلمي مشاهدتها والتعقيب عليها، بالإضافة إلى ذلك يوفر ملخصات وفهارس لأكثر من 1100 صحيفة وأكثر من 10600 نشرة تتضمن تقارير وكتب الدراسات، تسجيلات لاحداث المؤتمرات المنعقدة وغير ذلك، على الرغم من أن تغطية هذه المحتويات بدأت عام 1965 واستمرت للوقت الحالي، حيث أن محتويات ملفات الامتداد pdf تمتد حتى من عام 1887.
المواضيع والعلوم التي يتناولها عديدة وتتضمن علم الحيوان، علم الإنسان أو الأنثروبولوجيا، دراسات إقليمية وعلم الفلك والأحياء والكيمياء والهندسة المدنية وهندسة الكهرباء ودراسات عن الأخلاق والثقافات المختلفة وعلم الأغذية والتكنولوجيا الخاصة بهذه العلم، وأيضاً العلوم العامة وعلوم الأرض والجغرافيا والقانون كذلك، أيضا علم المادة والرياضيات وو الهندسة الميكانيكية والموسيقى وعلوم الصيدلانية والفيزياء وعلم النفس وعلوم الدينية واللاهوتية وعلوم بيطرية ودراسات النسوية (حقوق المرأة)، علم الحيوان وغيرهم من الحقول الدراسية ويتم تحديثها بشكل يومي. .
تتضمن حقول البحث مقالات كاملة (وتحتوي على المراجع) عناوين مجلات أكاديمية والكاتب وتاريخ النشر، ووصف وملخصات، مصدر للمراجع وصور تتعلق بالموضوع وقد تحتوي المقالات على صور مصغرة أيضاً.